# مارینو زاناتا
مارینو زاناتا (ایتالیایی: Marino Zanatta؛ زادهٔ ۸ فوریه ۱۹۴۷) بازیکن بسکتبال اهل ایتالیا بود.
از باشگاه‌هایی که در آن بازی کرده‌است می‌توان به باشگاه بسکتبال پالاسانسترو وارزه اشاره کرد.
وی در مسابقات کشوری و بین‌المللی در مجموع برندهٔ ۳ مدال برنز شده‌است.